# Josèphe Hendrina Stenmanns
Josepha Hendrina Stenmanns (28 mai 1852, Issum - 20 mai 1903, Steyl) est une religieuse catholique allemande, cofondatrice, avec saint Arnold Janssen, des Sœurs missionnaires servantes du Saint-Esprit. Elle est vénérée comme bienheureuse par l'Église catholique.

## Béatification
Un miracle nécessaire à la béatification a été confirmé par le pape Benoît XVI le 1er juin 2007 : en 1985, au Brésil, un jeune homme était en train de mourir après une appendicectomie compliquée par un choc irréversible. Une infirmière a prié mère Josepha. De manière inexplicable pour les médecins, l'homme aurait retrouvé la santé en quelques seconde.
Josèphe Hendrina Stenmanns a été béatifiée le 29 juin 2008 aux Pays-Bas sous la présidence du cardinal José Saraiva Martins lors d'une messe en plein air à Tegelen.